# Punt der Drie Grenzen
De Punt der Drie Grenzen (Portugees: Marco das Três Fronteiras, Spaans: Hito Tres Fronteras) is een drielandenpunt tussen Argentinië, Brazilië en Paraguay op het punt waar de Paraná en de Iguaçu samenvloeien. De twee rivieren vormen de natuurlijke grens tussen de drie landen waarbij de grenssteden Puerto Iguazú, Foz do Iguaçu en Presidente Franco liggen.
Argentinië bevindt zich met de grensstad Puerto Iguazú, gelegen in de provincie Misiones, ten zuiden van de Iguaçu en ten oosten van de Paraná. Ten noorden van de Iguaçu en ten oosten van de Paraná bevindt zich Brazilië met de grensstad Foz do Iguaçu in de deelstaat Paraná. Ten westen van de Paraná ligt Paraguay met de grensstad Ciudad del Este in het departement Alto Paraná.

## Grensmarkeringen
Doordat de rivieren de natuurlijke grens vormen tussen de drie landen is er in ieder land een obelisk geplaatst. Alle drie de monumenten zijn gemaakt van steen en cement en beschilderd in de nationale kleuren van het desbetreffende land. Vanaf iedere obelisk zijn de twee buurlanden te zien. Zo is vanaf de Argentijnse blauw en witte obelisk Brazilië en Paraguay te zien, vanaf de Braziliaanse groen en gele obelisk Argentinië en Paraguay te zien en vanaf de Paraguayaanse rood-wit-blauwe obelisk Argentinië en Brazilië te zien.
Op 20 juli 1903 werden de Argentijnse en Braziliaanse grensmarkeringen ingehuldigd door de Strategische Commissie van Argentinië, onder leiding van generaal Garmêndia, en van Brazilië, onder leiding van generaal Dioniso Cerqueira. Op 30 december 1961 werd de Paraguayaanse grensmarkering ingehuldigd.

## Grenssteden
De grenssteden van de drie landen liggen relatief dicht bij elkaar. Door middel van de Mercosur, een douane-unie die als doelstelling heeft het vrije verkeer van goederen, personen en kapitaal te bevorderen, wonen en werken veel Argentijnen, Brazilianen en Paraguayanen in een van de buitenlandse buursteden. Bij het stedelijk gebied van de drie steden spreekt men dan ook van een grensoverschrijdende agglomeratie. Doordat Foz do Iguaçu is verbonden met Ciudad del Este door middel van de Internationale Brug der Vriendschap en met Puerto Iguazú door middel van de Internationale Brug der Broederschap wordt het gezien als het centrum van de grensoverschrijdende agglomeratie. Er is namelijk geen nabijgelegen brug van Argentinië naar Paraguay.
Met een geschat inwoneraantal van 255.900 in Foz do Iguaçu, 387.538 in Ciudad del Este, 68.242 in Presidente Franco en 82.227 in Puerto Iguazú telt de grensoverschrijdende agglomeratie ongeveer 800.000 inwoners. Als ook de voorsteden van Ciudad del Este worden meegerekend (365.913 inwoners) dan zou het inwoneraantal van het stedelijk gebied ongeveer 1,2 miljoen bedragen.

### Multicultureel
Ciudad del Este en Foz do Iguaçu zijn met meer dan 80 etnische groepen twee multiculturele steden. Buiten dat er veel Argentijnen, Brazilianen en Paraguayanen wonen en werken in een van de buitenlandse buursteden zijn er veel immigranten afkomstig uit landen buiten Zuid-Amerika.
De immigranten bestaan vooral uit West- en Zuid-Europeanen zoals Duitsers en Italianen. Italianen waren daarbij een van de eerste migranten die na de afschaffing van de slavernij in Brazilië in 1850 massaal werden aangetrokken als vervangende krachten. Begin 1900 werkten de eerste Italiaanse migranten in Foz do Iguaçu op een van de maté- en suikerrietplantages. De Duitsers en de tweede groep Italianen zijn zowel voor als na de Tweede Wereldoorlog voornamelijk naar het zuiden van Brazilië, Paraguay, Uruguay en het noorden van Argentinië gevlucht, waarbij een grote groep is beland in de drie grenssteden.
Foz do Iguaçu heeft een islamitische gemeenschap die voornamelijk bestaat uit Libanezen, Syriërs en Palestijnen en telt ruim 25.000 mensen. Met meer dan 15.000 Libanezen heeft het de op een na grootste Libanese gemeenschap van Brazilië. Ciudad del Este heeft ongeveer 5000 immigranten van Syrisch-Libanese afkomst en kent ook een grote groep Iraniërs. De totale islamitische gemeenschap van de agglomeratie wordt geschat op 50.000 dat zich uitdrukt in twee moskeeën in Ciudad del Este en een in Foz do Iguaçu. De laatst genoemde is de Omar Ibn Al-Chattab-moskee en is de op twee na grootste van Zuid-Amerika.
Bovendien beschikken de drie steden over een oosterse gemeenschap die vooral bestaat uit Chinezen, Taiwanezen, Japanners en Zuid-Koreanen. In 1996 is voor hen een gebedsplaats gebouwd ten noorden van Foz do Iguaçu: de Boeddhistische Tempel van Foz do Iguaçu. De tempel is een van de toeristische attracties van de stad.

### Economie
De belangrijkste bronnen van inkomsten van de drie steden bestaan uit: toerisme, het opwekken van elektriciteit en de doorvoerhandel van en naar Paraguay via Brazilië.

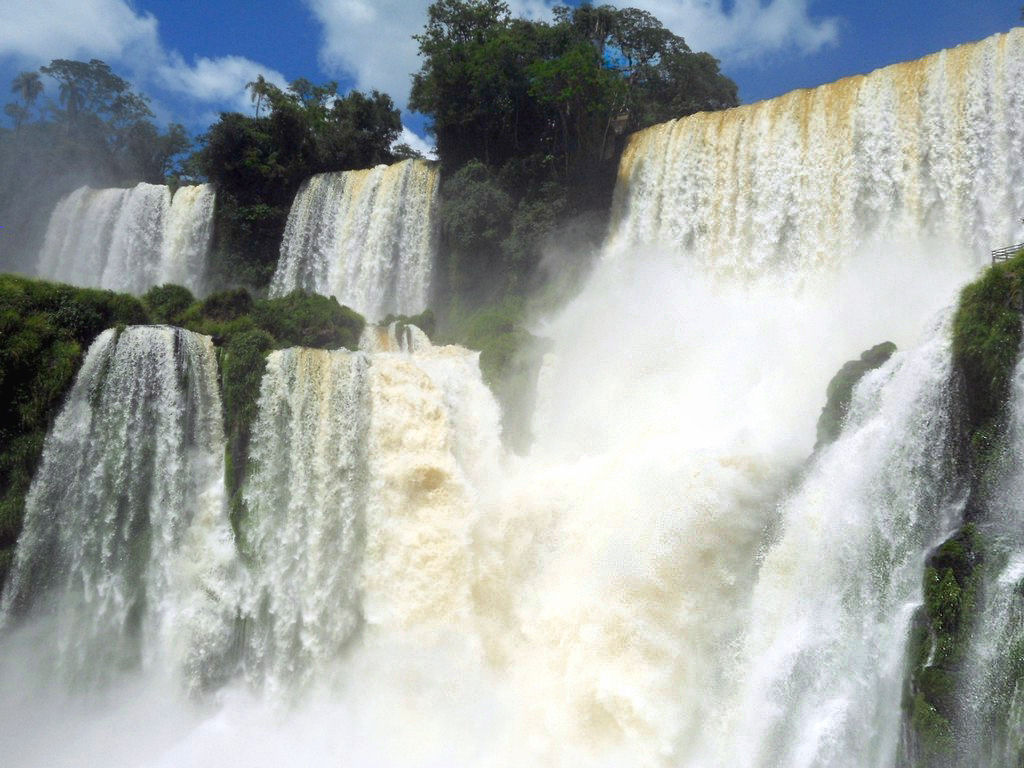
De Iguaçu watervallen vanaf de Argentijnse kant.

Toerisme: Het toerisme heeft vooral betrekking op Puerto Iguazú en Foz do Iguaçu. Deze steden bevinden zich op nog geen 18 kilometer van de wereldberoemde Iguaçuwatervallen die jaarlijks duizenden toeristen aantrekken van over de hele wereld. De watervallen van de Iguaçu liggen op het grensgebied van Argentinië en Brazilië die beide een eigen natuurpark hebben: Parque Nacional del Iguazú en Parque Nacional do Iguaçu. Door middel van de Internationale Brug der Broederschap tussen de beide steden kan vanuit Puerto Iguazú het Braziliaanse park worden bezocht en vanuit Foz do Iguaçu het Argentijnse park.
Ciudad del Este is toeristisch minder aantrekkelijk. Toch is het enorm populair bij Braziliaanse toeristen doordat de stad is uitgegroeid tot de op twee na grootste belastingvrije zone van de wereld. Dagelijks steken er duizenden Brazilianen via de Internationale Brug der Vriendschap de grens over om inkopen te doen; veel producten worden verkocht voor een derde van de prijs in Brazilië. Vaak wordt er extra ingekocht om het in eigen land door te verkopen. Verder bevindt zich aan de Paraná de Itaipudam tussen Ciudad del Este en Foz do Iguaçu die dagelijks honderden toeristen trekken.
Het drielandenpunt is een toeristische attractie van alle drie de steden. Overigens bevinden zich in In Foz do Iguaçu ook Parque das Aves, de Omar Ibn Al-Chattab-moskee en de Boeddhistische Tempel van Foz do Iguaçu die alle drie bezocht worden door enkele honderden toeristen per jaar. Hiermee wordt de Braziliaanse grensstad ook gezien als het cultureel- en toeristisch centrum van de grensoverschrijdende agglomeratie.

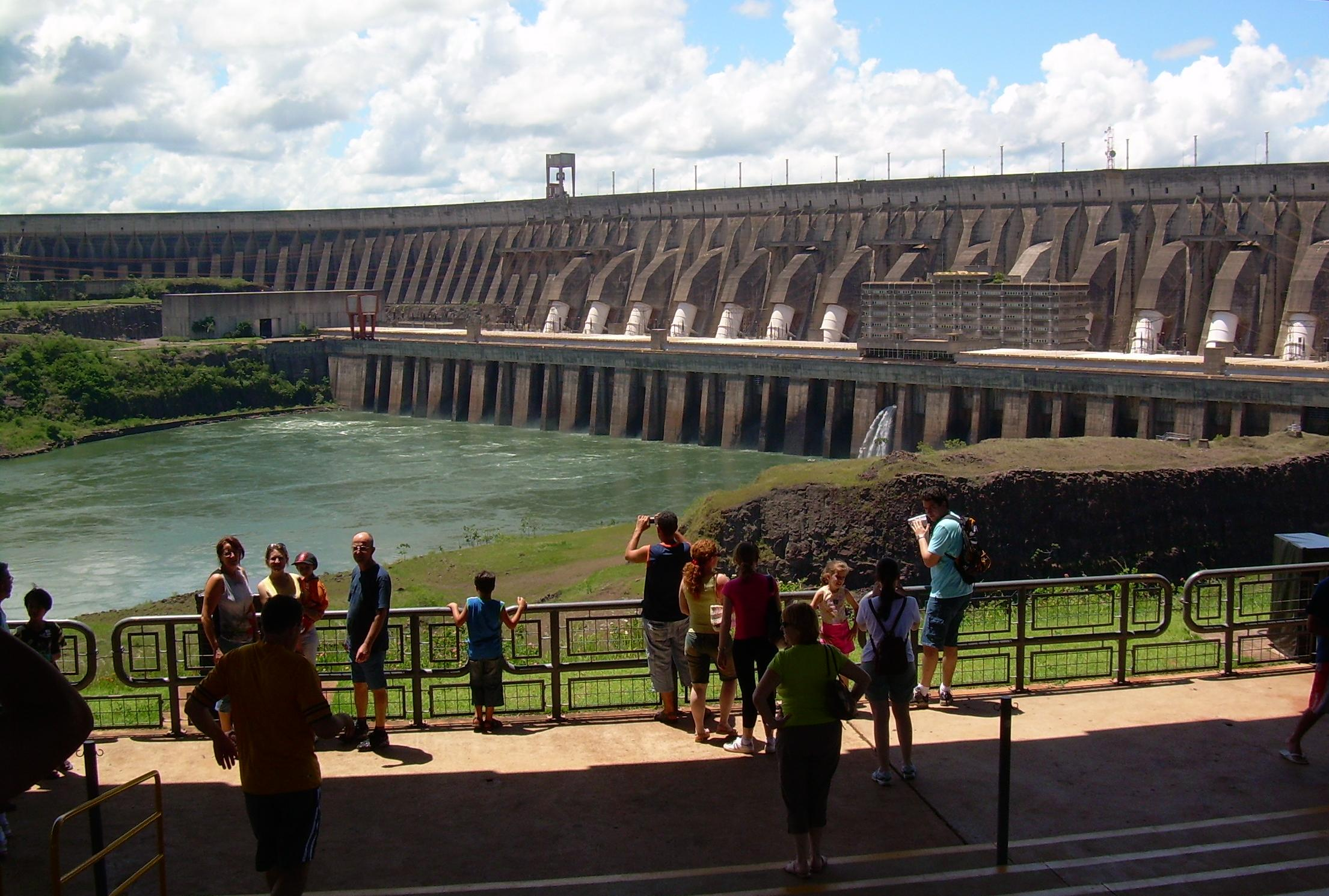
De Itaipudam tussen Brazilië en Paraguay.

Opwekking van Elektriciteit: Foz do Iguaçu en Ciudad del Este beschikken samen over de Itaipudam; de op een na grootste dam van de wereld en ’s werelds grootste generator. Het bouwwerk is in werking sinds 1982 en produceert 90% van de totale geconsumeerde elektriciteit van Paraguay en iets meer dan 19,3% van de totale consumptie van Brazilië. Hiermee kan de dam bijna 44 miljoen inwoners van elektriciteit voorzien.
Doorvoerhandel:
Dagelijks vertrekt er vanuit Paraguay, met name uit Ciudad del Este, grootschalig goederentransport via de Internationale Brug der Vriendschap en de BR-277 naar de Braziliaanse havenstad Paranaguá en andersom. Paraguay is een landclosed country waardoor het afhankelijk is van de buurlanden voor de toegang tot zee. Aangezien het land enkel verbonden is met de Atlantische Oceaan via deze brug is het economisch van cruciaal belang.

### Infrastructuur

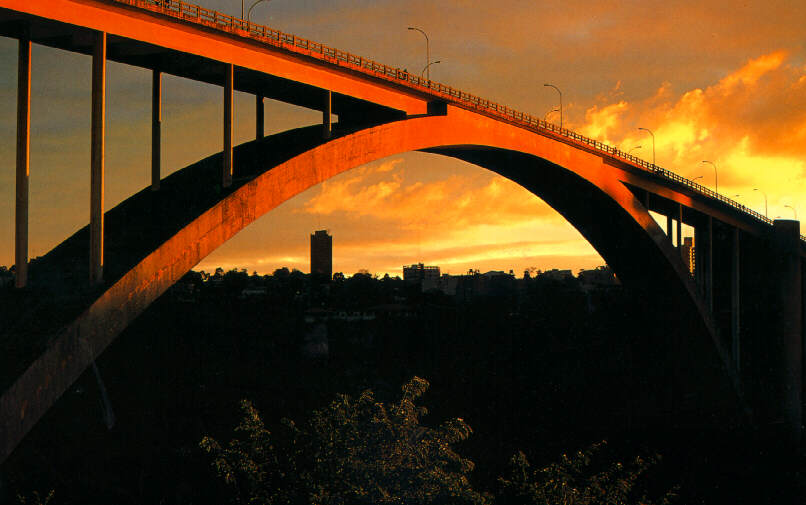
De Vriendschapsbrug tussen Foz do Iguaçu en Ciudad del Este.

Autowegen: De agglomeratie van Puerto Iguazú, Foz do Iguaçu en Ciudad del Este kunnen worden bereikt via de autowegen: de RN 12, de BR-277 en de RN 7. De RN 12 is een Argentijnse autoweg die van Zaraté, een havenstadje 90 km van de Argentijnse hoofdstad Buenos Aires, over een afstand van 1.580 km in noordelijke richting loopt tot aan de Internationale Brug der Broederschap in Puerto Iguazú.
Eenmaal in Brazilië gaat de autoweg over in de BR-469; de weg richting het Nationaal park Iguaçu en Parque das Aves. De BR-277 is een Braziliaanse snelweg en autoweg die begint bij Paranaguá en over een afstand van 730 km in westelijke richting doorloopt tot aan de Internationale Brug der Vriendschap in Foz do Iguaçu. Hier gaat de autoweg over in de RN 7; een Paraguayaanse autoweg die 193 km doorloopt in westelijke richting tot aan Coronel Oviedo (150 km van de Paraguayaanse hoofdstad Asunción).
Vliegvelden:
Het stedelijk gebied beschikt over drie vliegvelden: de Aeropuerto Internacional de las Cataratas del Iguazú in Argentinië op 20 km afstand van Puerto Iguazú en 7 km van het Parque Nacional del Iguazú, de Aeroporto Internacional de Foz do Iguaçu in Brazilië op 12 km van Foz do Iguaçu en 6 km van het Parque Nacional do Iguaçu en de Aeropuerto Internacional Guaraní in Paraguay op ongeveer 23 kilometer van Ciudad del Este.